# Pjotr Fjodorowitsch Basmanow
Pjotr Fjodorowitsch Basmanow (russisch Пётр Фёдорович Басманов; * um 1568; † 17. Mai 1606) war ein russischer Militärführer unter Zar Boris Godunow. Er war der Sohn von Fyodor Basmanov
(Фёдор Алексеевич Басманов), einem Vertrauten Iwans des Schrecklichen.
Er verteidigte Nowhorod-Siwerskyj gegen die Truppen des ersten Pseudo-Dimitri. Später lief er zum „falschen Dimitri“ über, mit dem zusammen er auch getötet wurde.